# Paládio de Antioquia
Paládio de Antioquia (em latim: Palladius) foi o patriarca de Antioquia entre 496 e 498, no auge da controvérsia monofisista. 

## História
Um ortodoxo oriental ferrenho, Paládio defendeu o miafisismo durante o seu patriarcado, dando guarida ao mais famoso pregador sírio da época, Filoxeno de Hierápolis, que havia sido consagrado bispo pelo seu antecessor e aliado, Pedro, o Pisoeiro.
Ele assinou o Henótico.